# 南京大校场机场
南京大校场机场，位于江苏省南京市光华门外七桥瓮南，秦淮区中和桥路142号，距离南京新街口6.2公里，北、東、南三面為秦淮河水系围绕，总面积2.72平方公里。曾为军民合用机场，后为空军军用机场。2015年7月30日关闭。

## 历史
大校场位于七桥瓮以南，大明路以东，该区域面积约900亩。1367年明故宫建成后，明太祖朱元璋在宫城以南建起多处兵营，以保卫皇宫及都城，并在响水河和秦淮河之间的平地上建成大教场，设阅兵台，用于练武阅兵。此后“大教场”一名逐渐演变为“大校场”。大校场建成后，不但附近兵营官兵前来操练，而且宫城内的卫兵每日清晨三更出正阳门，经过兵桥、七瓮桥来到大校场操练。后来明朝还在此地设立若干军事设施和军事机构。据传说，当时大校场内还设有两个点将台，每个占地面积十三、四亩，高度一丈多，其中一个是供将领操练用，一个专供皇帝阅兵及选拔高级将帅用。清朝将明朝的宫城改成“驻防城”，由江宁将军率“八旗兵”驻守，大校场成为清军军事基地，康熙帝和乾隆帝六次下江南，每次都在此阅兵。太平天国时期，大校场的各类建筑毁坏殆尽，变成荒地:18。
1929年，国民政府军政部航空署征收大校场700余亩土地，作为军用训练场，并设立当时全国最大的靶场。1931年4月5日，国民政府在大校场建立航空学校，同年12月2日学校迁往杭州笕桥机场。1934年，国民政府将大校场辟为军用飞机场，设一条土质跑道。1935年，国民政府航空委员会扩建大校场飞行场，长1,300米，宽1,200米。1936年，国民政府继续扩建大校场飞行场。
1937年抗日战争全面爆发，1937年12月侵华日军占领南京，大校场机场被日军占用。1939年，侵华日军对大校场机场跑道加以改建。
1945年，国民政府光复南京后，航空委员会整修大校场机场，跑道延长400米。1947年夏，美国特使马歇尔的座机在大校场机场降落时损坏。国民政府乃决定彻底改造大校场机场。1947年按国际民航组织B级标准在旧跑道（土跑道）南侧新建一条2,200米长、45米宽、0.3米厚的水泥混凝土跑道，1948年4月29日完工。1948年，在跑道北侧东端300米处建造一座候机楼，面积474平方米。
1949年1月21日下午，国民政府在第二次国共内战中已风雨飘摇，身披黑色斗篷的蒋中正驱车来到大校场机场，登上“美龄”号专机飞离南京。

### 南京易手
1949年4月23日，中国人民解放军占领南京，华东军区空军接管大校场机场。此后新建混凝土滑行道。1954年，南京空军扩建大校场机场，跑道加宽至60米，两端设安全道，新建远近归航台，增设夜航灯光装置。1956年7月，明故宫机场关闭，南京民航从明故宫机场迁至大校场机场，与空军合用，大校场机场由此成为军民合用机场。1959年，扩建候机楼1,750平方米，改建停机坪6,300平方米，新建停机坪5,585平方米。1971年，因停机坪狭小，建成停机坪、滑行道等4.24万平方米。1972年8月9日，开工新建候机楼，包括候机厅、贵宾休息室、餐厅及航行、通信、气象等单位业务用房总面积3,826平方米，由杨廷宝设计:20。1973年9月29日竣工。
1984年6月25日，江苏省人民政府提交《关于请求改造南京大校场机场的报告》。1985年2月27日，江苏省人民政府、南京军区空军提交《关于报送扩建南京飞机场的会议纪要和请求早日核批的报告》。1985年6月19日，国务院、中央军委《关于扩建大校场机场的批复》（国函〔1985〕91号）下发，批复同意扩建大校场机场，机场按起降MD-82型飞机的技术要求扩建，跑道基础可按起降波音747型飞机的要求处理，机场扩建后产权仍属空军。
1988年，在国内候机楼西侧新建国际旅游包机候机厅，总面积1,717平方米的。1988年8月23日开工，1989年1月启用。1991年11月10日，开工扩建候机楼及其配套工程6,182.52平方米，1992年8月15日竣工。1991年10月15日，开工新建2个MD-82飞机停机坪及其场道工程4.2万平方米，1992年5月25日竣工。
1992年7月31日，从南京大校场机场飞往厦门国际机场的中國通用航空2755號班機滑跑起飞时冲出跑道，造成机上126人中108人遇难、18人受伤。
随着南京禄口国际机场在1997年6月28日通航，1997年7月1日大校场机场结束了其民航机场的作用，此后仅为军用机场。
自從1934年大校場機場落成後，總共經歷超過十次擴建。1999年，機場已經擁有一條長2,200米、寬60米、厚46厘米的跑道，能夠承載波音737、757起降。機場總佔地面积2,720,000平方（29,300,000平方英尺）。
随着南京市城市建设发展，机场逐渐被城市建成区包围。2003年，军地双方启动了空军南京机场迁建前期工作。2006年1月，确定了新机场场址。2009年1月，国务院、中央军委正式批复同意迁建空军南京机场。2012年8月，空军南京新机场建设工程开工。2015年7月，空军南京新机场建成运行，根据军地双方协议，新机场建成后，南京大校场机场大部分土地将移交给南京市人民政府。2015年7月30日凌晨，南京大校场机场正式关闭。

## 未来发展
2012年，南京市规划局编制了《南京红花-机场跑道两侧地区概念规划》，规划将机场西、中、东段分别建设为新媒体创意区、酒店购物演艺区和电影音乐文化主题区。原机场飞行区将建设成神机营广场，同时为保证原机场飞行区的完整，不建设与东西向跑道平交的南北向道路，所有南北向道路或下穿跑道、或在跑道处被截断。
《南京市秦淮区总体规划（2013-2030）》将大校场机场片区定位为建设生态、科技型项目、高端服务业的“智慧新城”，规划人口10万人。其中，机场跑道已经列入历史文化遗产保护规划，规划建成“跑道记忆轴”；机场跑道南面大部分规划为二类居住用地，限高60米以上，最靠近跑道的建筑，规划高度超过100米；机场跑道北面规划为商贸中心，规划高度超过100米；外秦淮河以南，七桥瓮附近的地块，多规划为居住用地。
2016年住建部发出《关于进一步推进工程总承包发展的若干意见》，南京市南部新城开发建设管委会决定借鉴外地经验，对于红花-机场片区实施EPC模式的工程模式，以加快建设进度并节约成本。预计机场片区基础设施建设将于2017年开始，建设内容包括各类主次干道、支路网、跨河桥，各类综合管廊，机场跑道整体地下空间建设以及响水河、机场河整治等，总投资约117.5亿元人民币。